# 錫爾克堡市鎮

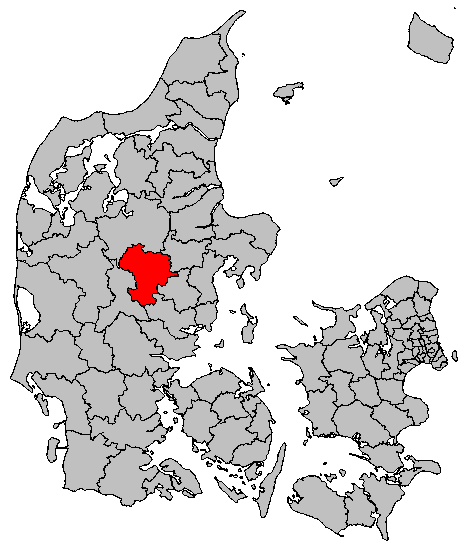
锡尔克堡市镇所在位置

錫爾克堡市镇（丹麥語：Silkeborg Kommune）是丹麥的一個市镇，位於日德蘭半島中部，屬中日德蘭大區。錫爾克堡市镇由锡尔克堡市及周边地区组成，行政中心为錫爾克堡市。面積857平方公里，2009年人口88,016人。

## 历史
2007年，Gjern, Kjellerup, Them市镇并入锡尔克堡市镇。